# Kangbachen
Kangbachen (Kangbaczen) – szczyt w Himalajach w masywie Kanczendzongi.

## Pierwsze zdobycie
Pierwsze zdobycie szczytu zostało dokonane przez polską wyprawę Polskiego Klubu Górskiego kierowaną przez Piotra Młoteckiego w 1974. Na szczyt 26 maja 1974 weszli: Wojciech Brański, Wiesław Kłaput, Marek Malatyński, Kazimierz Olech, Zbigniew Rubinowski.
W grupie szturmowej znajdował się również Józef Olszewski. Jednak z powodu złego samopoczucia został w ostatnim obozie pod szczytem. Następnego dnia przerodziło się to w chorobę wysokościową. Podjęto natychmiastową decyzję o schodzeniu do bazy w celu podania choremu tlenu. Na pomoc grupie poszli Piotr Młotecki i Andrzej Pietraszek. Wszyscy przeżyli ciężkie chwile marznąc w nocy (z powodu nieporozumienia nikt nie miał namiotu). Następnego dnia z pomocą przyszli jeszcze dwaj Szerpowie: Jepa i Pasang Dawa. Po południu wszyscy szczęśliwie dotarli do bazy.
Marek Malatyński w książce W cieniu Kangczendzengi opisuje relacje z wyprawy na Kangbachen w 1974 roku. Tę samą wyprawę opisuje Piotr Młotecki w książce Kangbachen zdobyty.